# Nyugat-Ausztrália vasúti közlekedése
Nyugat-Ausztrália vasútvonalait a 19. században részben a nyugat-ausztrál kormány, részben magáncégek építették ki. A személyszállítást napjainkban a tagállami Közszállítási Hatóság (angolul Public Transport Authority) felügyeli, a Transperth és a Transwa vállalatok végzik, előbbi Perthben és  agglomerációjában, utóbbi az állam többi részén. A Sydney(–Adelaide)–Perth közötti, az egész kontinenst átszelő Indian Pacific vasútvonalat a Journey Beyond Rail Expeditions üzemelteti. Az északnyugati Pilbara vasúton csak teherforgalom üzemel.
A kezdetben keskeny nyomtávú (1067 mm) vasúti pályát fokozatosan normál nyomtávúra (1435 mm) építik át, ezért sok helyen van kettős nyomtávú sín.

## Személyforgalmat lebonyolító vasútvonalak

A Transperth vasútvonalak térképe

A Pilbara vasút vonalai

### Transperth-vonalak
- Armadale: Perth – Armadale
- Északi külvárosok átutazási rendszere (Northern Suburbs Transit System): Perth – Joondalup – Butler
- Fremantle: Perth – Fremantle (össze van kötve a Midland vonallal)
- Mandurah: Perth – Mandurah
- Midland: Perth – Midland
- Thornlie (az Armandale leágazása): Beckenham – Kenwick

A Midland vonal Forrestfieldbe tartó leágazása tervezés alatt áll.

### Transwa-vonalak
- Australind: Perth – Bunbury
- AvonLink: Perth, Midland  állomás – Northam
- MerredinLink: East Perth – Merredin
- The Prospector: East Perth – Kalgoorlie

### Egyéb
- Indian Pacific

## Galéria

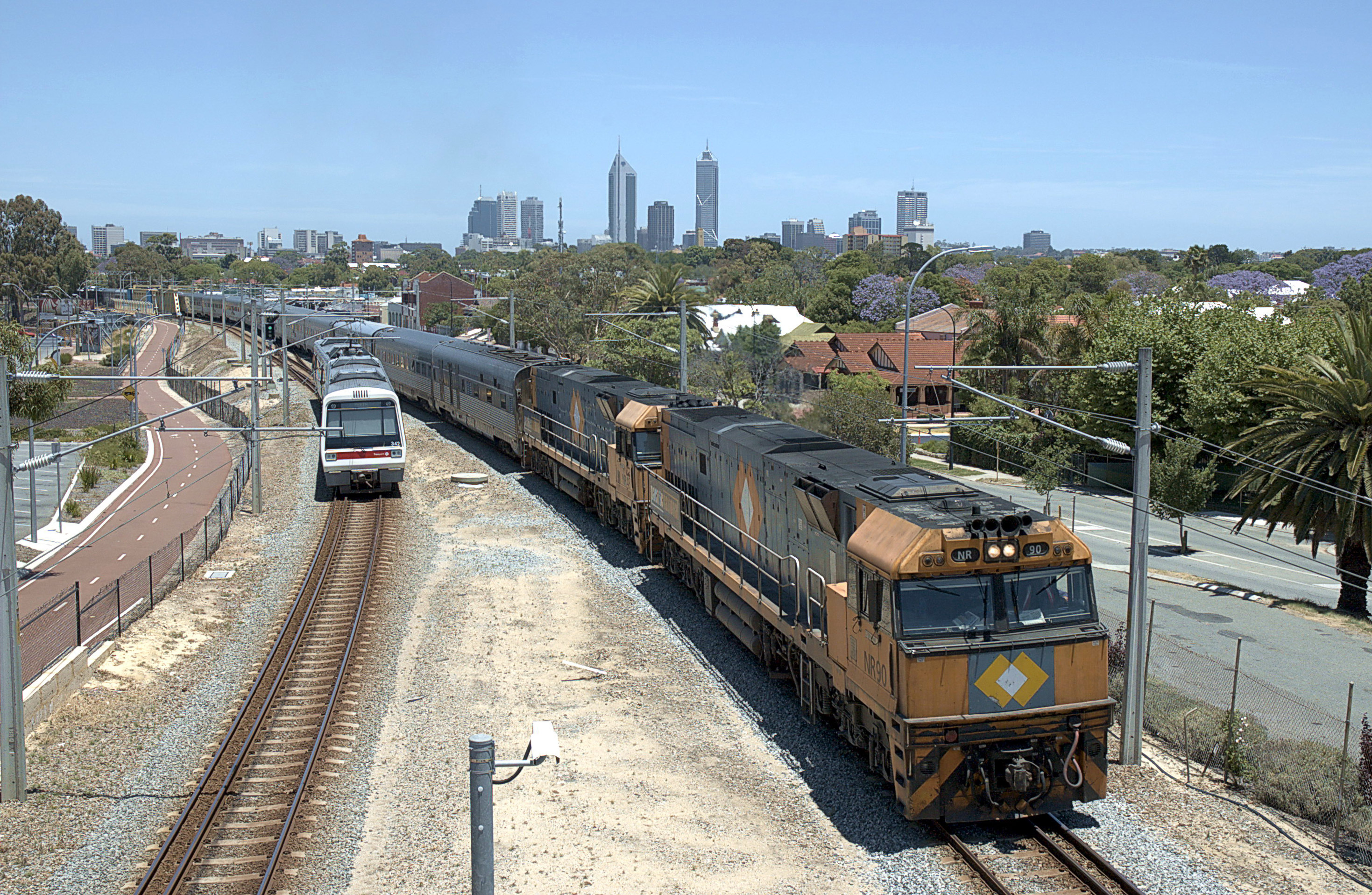
Az indiai Csendes-óceán vonat elhagyja Perth-t Nyugat-Ausztráliában. A vonatot két NR sorozatú mozdony vontatja. Egy Transperth elővárosi vonat halad eközben balra. Mindkét vonat kettős nyomtávú pályán halad
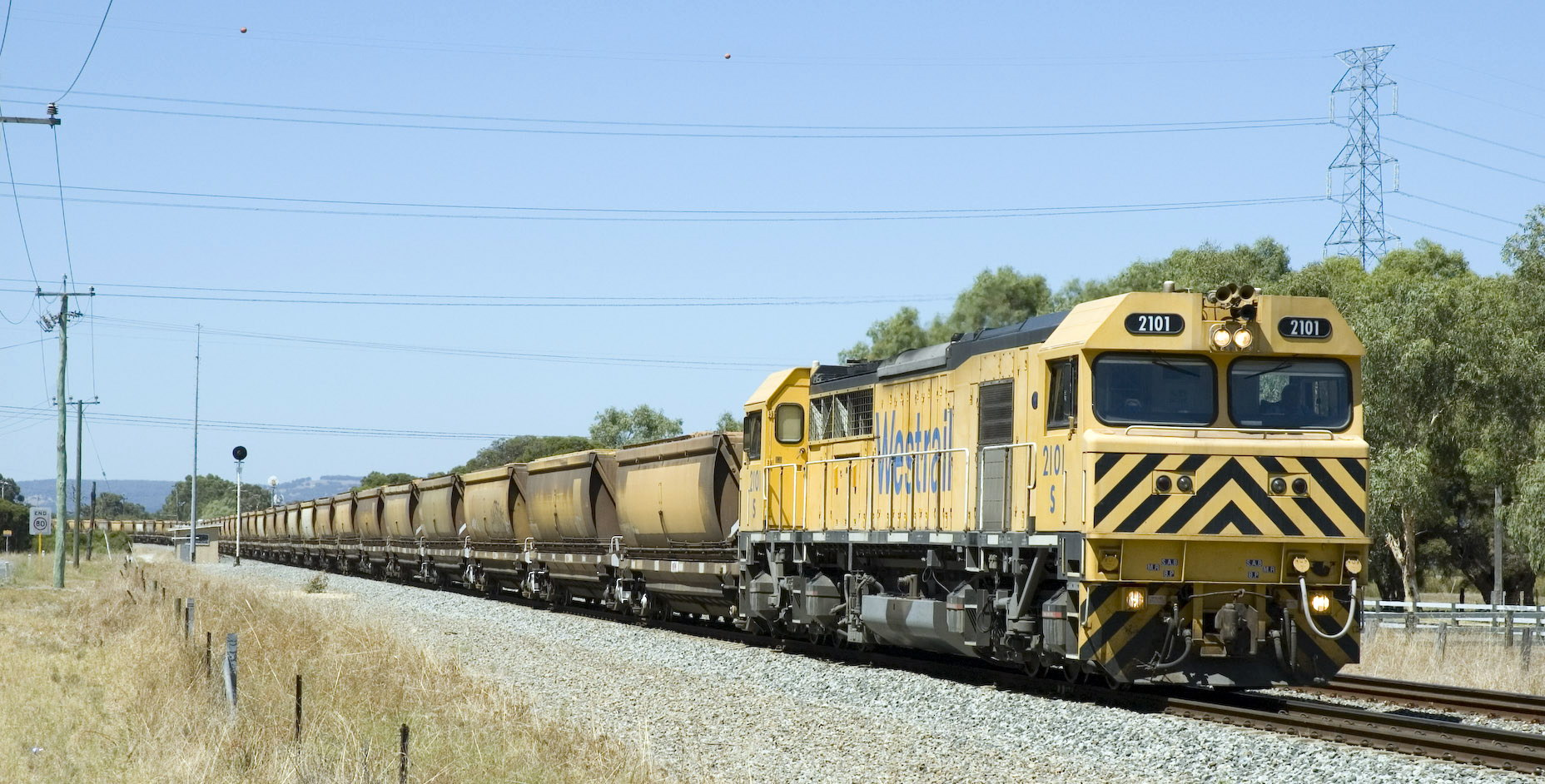
Egy modern dízelmozdony bauxitszállító tehervonatával halad Wellardnál
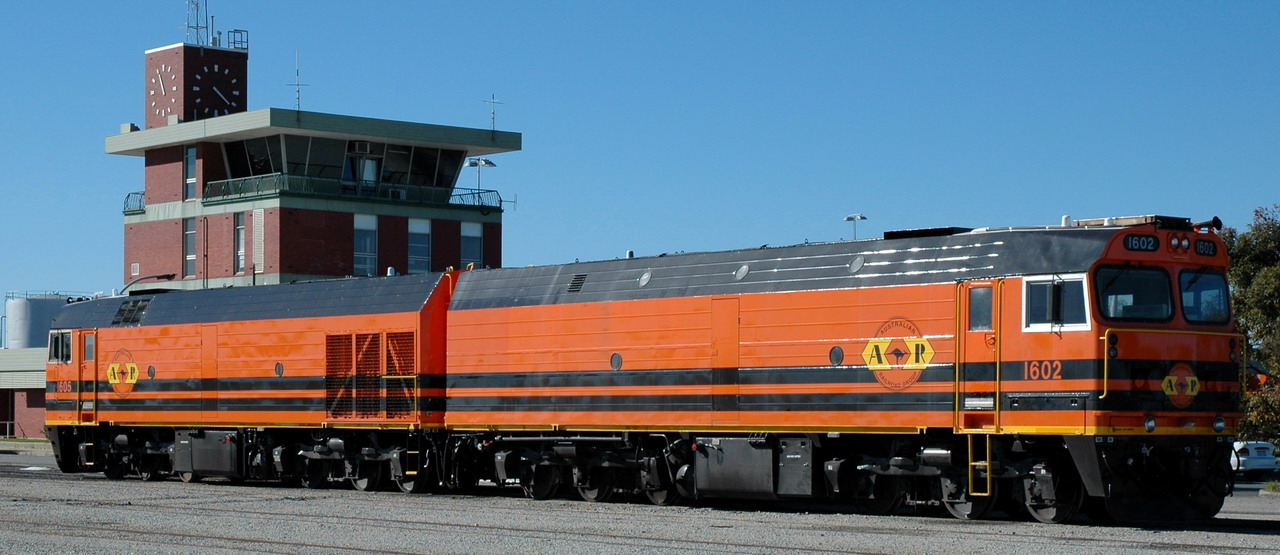
Az Australian Railroad Group 1600-as sorozatú mozdonya  Forrestfield állomáson
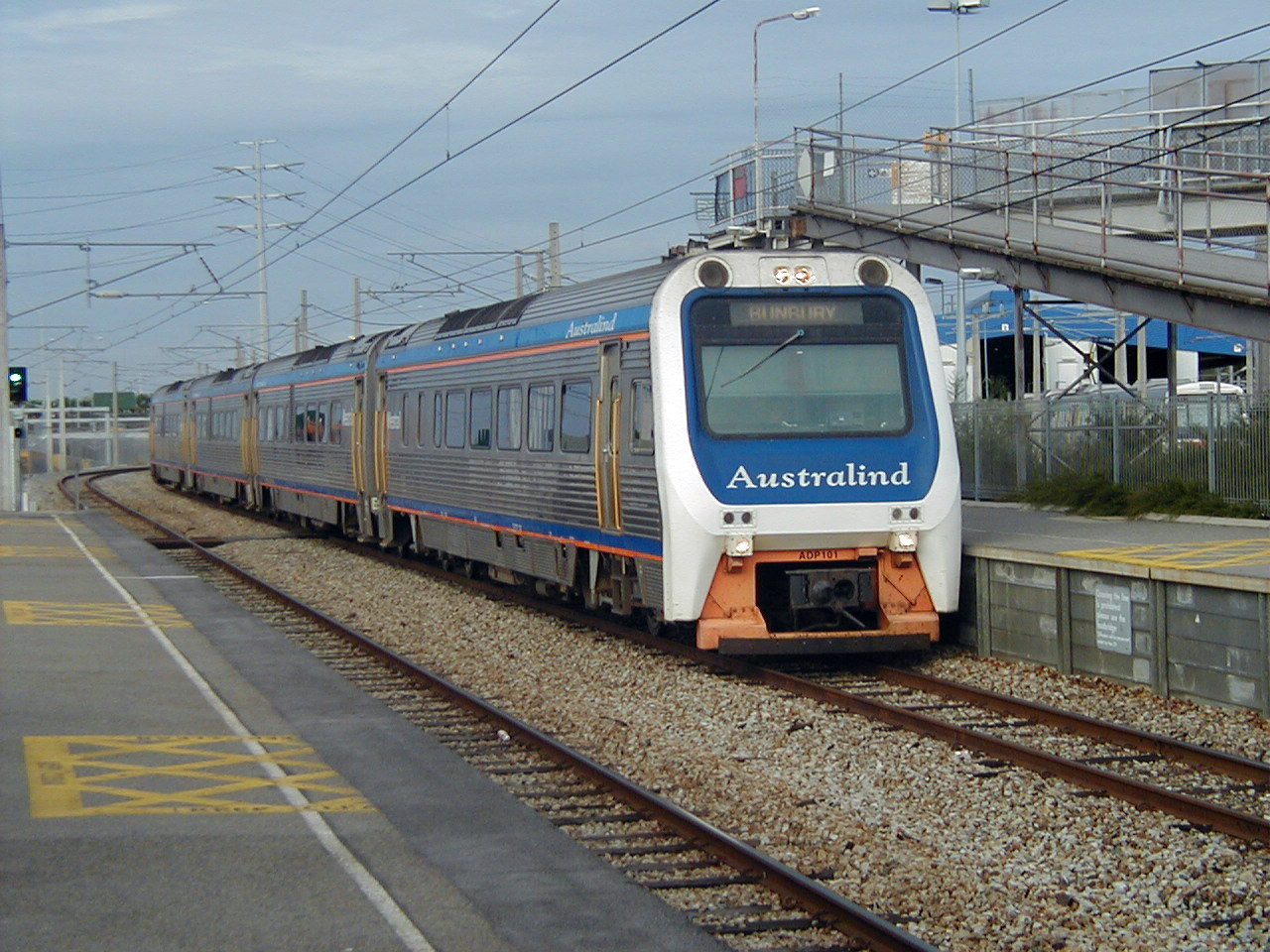
Transwa Australind vonat Claisebrook állomáson
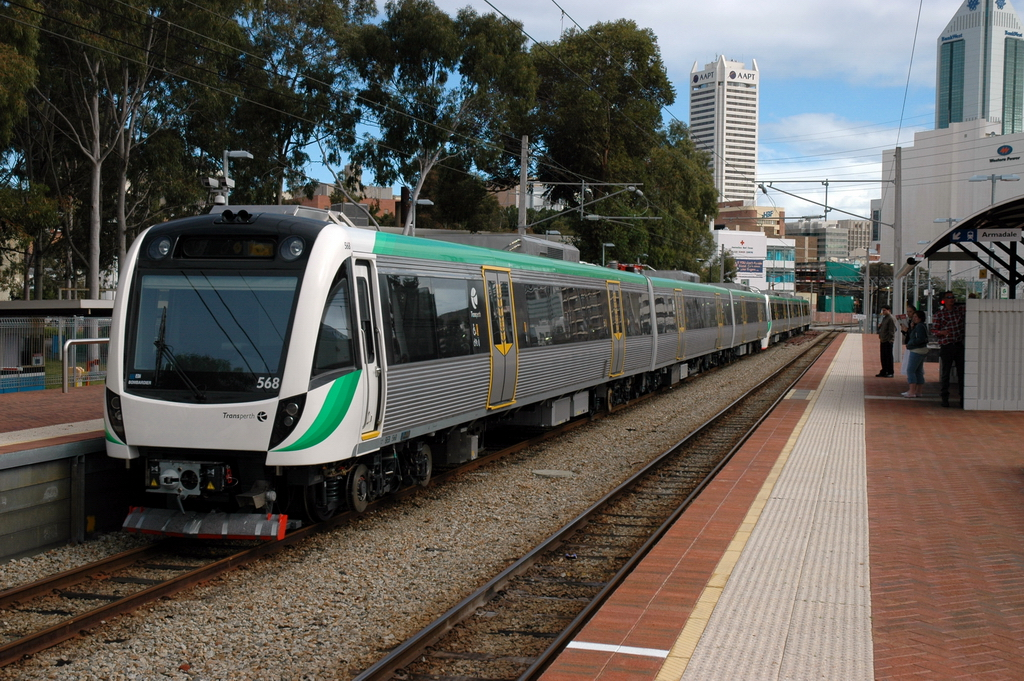
Egy B sorozatú motorvonat McIver állomáson
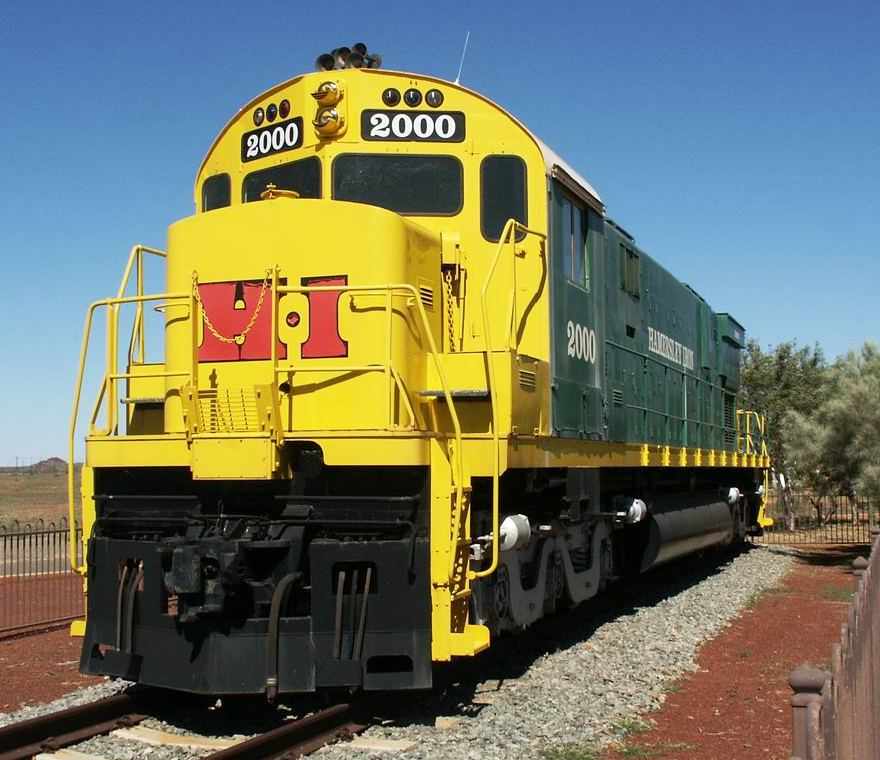
Hamersley Iron Alco C628 mozdony
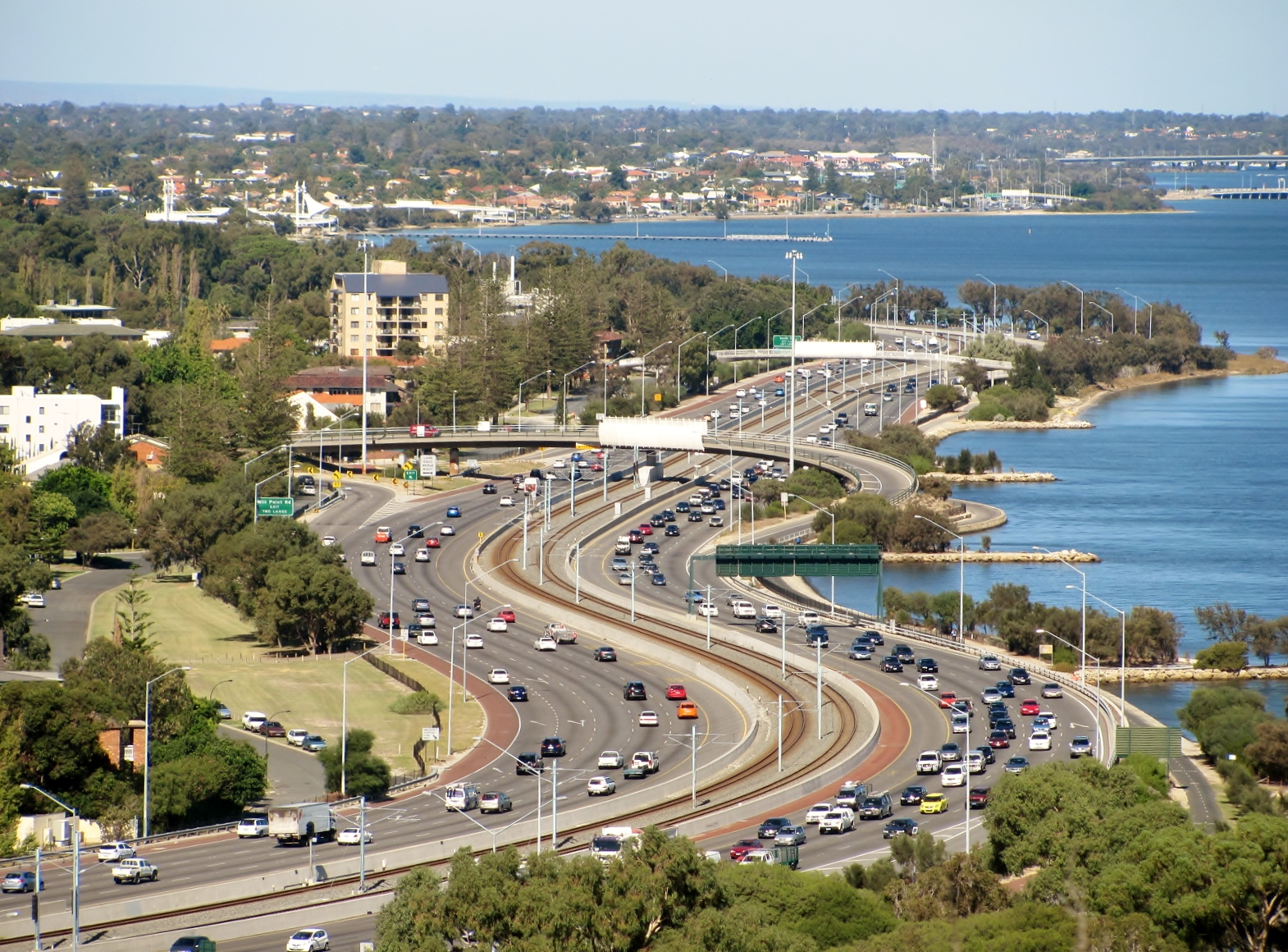
A Mandurah vonal a Kwinana autópálya közepén halad